# Henry Morgentaler

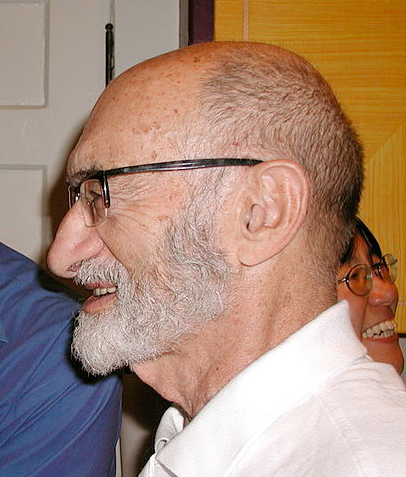
Morgentaler in 2005

Henry Morgentaler (geboren als Henekh Morgentaler, Łódź (Polen), 19 maart 1923 – Toronto, Canada, 29 mei 2013) was een Joods-Canadese abortusdokter en -activist.
Als overlevende van de Holocaust (hij was opgesloten in het concentratiekamp Auschwitz) kreeg hij van de Verenigde Naties een beurs om een medische opleiding te volgen in Duitsland, waar hij woonde bij een familie die gedwongen werd om hem in huis op te nemen.
Na zijn opleiding weigerde hij naar Israël te verhuizen, omdat hij niet geloofde in het zionisme. In 1950 verlieten hij en zijn vrouw Europa en trokken naar Canada. Hij werkte bijna 20 jaar als huisarts, vooraleer zijn visie op abortus in conflict kwam met anderen. In 1967 gaf hij publiekelijk toe dat hij vond dat een vrouw moest kunnen kiezen om haar zwangerschap af te breken.
Twee jaar later gaf hij zijn praktijk op en begon hij in Montreal illegale abortussen openlijk uit te voeren. In 1970 werd hij in Quebec gearresteerd omwille van de uitvoering van een abortus. Drie jaar later beweerde hij 5000 illegale abortussen uitgevoerd te hebben. In 1974 werd hij veroordeeld tot gevangenisstraf, maar in beroep werd hij vrijgepleit.
In de jaren 1980 werd het hele geval overgedaan in Ontario, maar toen moest hij uiteindelijk verschijnen voor het Supreme Court of Canada. Hij werd hier vrijgesproken. In 1988 zou het Canadees Hooggerechtshof het Morgentalervonnis uitvaardigen, waarmee alle beperkingen op de abortuswet werden opgeheven omdat deze volgens het hooggerechtshof het grondwettelijk recht van de vrouw op “veiligheid van de persoon” schenden.
Aan het begin van de 21e eeuw probeert hij twee abortusklinieken te openen boven de poolcirkel, zodat de vrouwen daar niet de verre reizen meer moeten ondernemen om abortus te laten uitvoeren.
In 2005 kreeg hij de Couchiching Award for Public Policy Leadership, voor zijn werk voor de vrouwenrechten en voor de voortplantingsgezondheidszorg.
In 2008 ontving hij de titel Officier in de Orde van Canada. Hierop kwam scherpe kritiek van onder meer de Canadese bisschoppenconferentie. Pater Lucien Larre, een salesiaan die dezelfde onderscheiding eerder kreeg voor zijn werk onder probleemjongeren, leverde zijn onderscheiding in uit protest.
Eind mei 2013 is hij thuis in Toronto op 90-jarige leeftijd overleden.